# Parlamentswahl in Grönland 1963
Am 28. Juni 1963 wurden zum vierten Mal Wahlen zu Grønlands Landsråd abgehalten. Die Anzahl der Wahlberechtigten betrug 15.170. Die Wahlbeteiligung fiel mit 54,1 % gering aus. Vier Jahre zuvor hatten noch 58 % ihre Stimme abgegeben.

## Wahlrecht
In den 16 Wahlkreisen standen je zwei bis sieben Kandidaten zur Wahl, von denen der Kandidat mit der höchsten Stimmenzahl (relative Mehrheit) gewählt wurde. Zusätzlich konnte ein Ausgleichsmandat für eine Partei oder Liste erzielt werden, wenn deren Kandidaten zusammen mehr als ein Sechzehntel der abgegebenen gültigen Stimmen erzielten. Die meisten Kandidaten waren jedoch, wie bei den Wahlen zuvor, unabhängige Einzelkandidaten.

## Ausgangslage
Im 1959 gewählten grönländischen Landsråd saßen 16 unabhängige Mitglieder, die in der gleichen Anzahl an Wahlkreisen durch Mehrheitswahl bestimmt wurden.
Den Vorsitz des Landesrates führte der Landshøvding Grönlands, ohne jedoch selbst Mitglied des Parlaments zu sein. Bis 1960 war dies Poul Hugo Lundsteen, der interim von Finn Nielsen abgelöst wurde. Letzterem folgte nach zwei Jahren 1962 Niels Otto Christensen in diesem Amt nach.

## Ergebnisse

### Gesamtergebnis
- Unabh.: 16

| Kandidaten                  | Kandidaten                  | Stimmen | Stimmen | Sitze  | Sitze |  |
| Kandidaten                  | Kandidaten                  | Anzahl  | %       | Anzahl | +/−   |  |
| --------------------------- | --------------------------- | ------- | ------- | ------ | ----- |  |
|                             | Unabhängige Kandidaten      |         |         | 16     | ±0    |  |
| Gesamt                      | Gesamt                      | 7.996   | 100,0   | 16     | ±0    |  |
| Gültige Stimmen             | Gültige Stimmen             | 7.996   | 97,5    |        |       |  |
| Leere und ungültige Stimmen | Leere und ungültige Stimmen | 204     | 2,5     |        |       |  |
| Wahlbeteiligung             | Wahlbeteiligung             | 8.200   | 54,1    |        |       |  |
| Wahlberechtigte             | Wahlberechtigte             | 15.170  | 100,0   |        |       |  |
| Quellen:                    |                             |         |         |        |       |  |

### Wahlkreisergebnisse
| Nanortalik                                    | Jørgen Poulsen (n)       | 784  | 68,1 |
| Julianehåb                                    | Oluf Høegh (n)           | 781  | 67,4 |
| Narssaĸ                                       | Erik Egede (w)           | 424  | 54,9 |
| Frederikshåb                                  | Anthon Petersen (n)      | 441  | 48,4 |
| Godthåb                                       | Peter K. S. Heilmann (w) | 1244 | 56,1 |
| Sukkertoppen                                  | Alibak Josefsen (n)      | 572  | 50,5 |
| Holsteinsborg                                 | Jørgen C. F. Olsen (w)   | 404  | 37,9 |
| Kangâtsiaĸ                                    | Lars Ostermann (n)       | 373  | 73,3 |
| Bugten (Jakobshavn & Christianshåb)           | Ricard Petersen (n)      | 598  | 41,4 |
| Egedesminde                                   | Hans J. Lynge (w)        | 393  | 46,2 |
| Disko                                         | Andreas Nielsen (w)      | 380  | 37,9 |
| Ũmánaĸ                                        | Elisabeth Johansen (w)   | 566  | 63,0 |
| Upernavik                                     | Knud Kristiansen (n)     | 468  | 61,9 |
| Thule                                         | Peter Jensen (w)         | 143  | 54,8 |
| Angmagssalik                                  | Jørgen Borchersen (n)    | 490  | 57,9 |
| Scoresbysund                                  | Magtakalât Ârĸê (w)      | 139  | 75,5 |
| Anmerkung: (n) neu gewählt; (w) wiedergewählt |                          |      |      |

### Listenergebnisse
Um ein Ausgleichsmandat zu erhalten, musste eine Liste mehr als 500 Stimmen erhalten. Das traf auf keine Partei oder Liste zu. Somit wurde kein Ausgleichsmandat vergeben.

## Folgen
Bei dieser Wahl wurde letztmals kein Ausgleichsmandat vergeben, sodass ausschließlich 16 unabhängige bzw. direkt gewählte Kandidaten aus den Wahlkreisen einen Parlamentssitz erhielten. Die Hälfte der Abgeordneten saß bereits in der vorherigen Legislaturperiode im Parlament und wurde wiedergewählt.
Von 1951 bis zum Beginn der Legislaturperiode 1967 oblag der Vorsitz des Landesrates dem Landshøvding Grönlands. Dieses Amt bekleidete über die gesamte Legislaturperiode hinweg Niels Otto Christensen.